# Toni Sailer
Anton Engelbert "Toni" Sailer (17. november 1935 – 24. august 2009) var en østrigsk alpin skiløber, der med tre OL- og syv VM-guldmedaljer er blandt de mest succesfulde alpine skiløbere i historien. Medaljerne blev alle vundet i 1950'erne, hvor han blandt andet sikrede sig samtlige alpine guldmedaljer ved OL i 1956

## Resultater
Sailer vandt ved OL i 1956 guld i samtlige tre alpine discipliner, en præstation der tolv år senere blev matchet af franskmanden Jean-Claude Killy. Ud over de tre OL-guldmedaljer vandt han også hele syv ved de alpine verdensmesterskaber. Heraf var de tre dog på de samme resultater som OL-guldmedaljerne, da OL i 1956 skulle kåre både de olympiske mestre og verdensmestre i de alpine discipliner.